# Гозлан, Леон
Леон Гозлан (1 сентября 1803, Марсель — 1 сентября 1866, Париж) — французский писатель, драматург и критик.

## Биография
Леон Гозлан родился 1 сентября 1803 года в городе Марселе в семье богатого купца из Алжира Жакоба Гозлана. Вопрос о вероисповедании писателя стал после его кончины предметом дискуссий; марсельские журналисты утверждали, что он являлся иудеем, хотя и похоронили его как католика ; споры продолжались до тех пор, пока не было обнаружено свидетельство о крещении.
Учился в местном коллеже. После банкротства отца юноша оставил учёбу и в 1824 сбежал на торговом судне в Африку. Совершил небезопасное путешествие по Алжиру и Сенегалу.  С 1828 года жил в Париже, где поначалу работал в книжной лавке, а затем начал литературную карьеру. В 1829 стал сотрудником газеты Le Figaro, завоевал славу известного журналиста. С 1833 — театральный критик в журнале «Литературная Европа»; после его ликвидации в 1834 перешёл в журнал «Ревю де Пари». Поддерживал дружеские отношения с Бальзаком, Гюго, Теофилем Готье, Жюлем Жаненом.
В 1846 стал офицером Ордена Почётного легиона.
Леон Гозлан умер от апоплексического удара 1 сентября 1866 года в Париже.

## Творчество
Гозлан снискал известность серией юмористических эссе о поэтах-романтиках (1831). В середине 1830-х годов его литературная слава достигла своего апогея: романы «Нотариус из Шантильи» (1836), «Меандры» (1837), «Вашингтон Левер и Сократ Леблан» (1838), «Врач из Ле Пека» (1839), «Белая ночь» (1840). Автор нескольких театральных пьес, в том числе с успехом поставленной в театре «Одеон», но спровоцировавшей скандал из-за подшучивания над английским двором исторической драмы «Рука правая и рука левая» (1840—1842). Книги «Ночи на кладбище Пер-Лашез» (1846) и «Вампир из больницы Валь-де-Грас» (1862) написаны в развитие традиций готического романа.   Роман «Аристид Фруассар» (1843) – сатира на представителей буржуазии . В романе «Переживания Полидора Маракена» (1857) традиция робинзонады сочетается с влиянием Вольтера и Бальзака.

### Восприятие творчества Гозлана в России
Начиная с 1835 года сочинения Гозлана переводились на русский язык, а спектакли по его комедиям неоднократно ставились в XIX веке на сценах Большого и Малого театров. Постановка пьесы «Луиза де Нантейль» на сцене парижского «Театра водевилей» (январь 1854) вызвала достаточно благосклонный отзыв со стороны консервативного отечественного журнала «Москвитянин»:
Это драма в современном парижском вкусе: преисполнена движения, остроумия, парадоксов, противоположностей и всех невозможностей; — прелестная драма, извлекающая слезы у чувствительных зрительниц и рукоплескания у любопытных зрителей. В этой драме, как и во всех самых новейших драмах, выведена на сцену современная гетера, эта жрица недозволенных удовольствий, эта героиня легкого поведения, которые давно утратили чувство чести и женственной стыдливости, но в которых современные драматурги непременно хотят найти и все благородные побуждения сердца, и все добродетельные действия непорочной души.

## Произведения Гозлана в русских переводах
- О морской литературе. СПб: Н.Греч, 1835.
- Удивительные приключения князя Конопляное семячко и его сестры. СПб, 1848.
- Два капитана. СПб: А.Смирдин, 1858.
- Чёрный бумажник. СПб, 1861.
- Грехи молодости. М.: И.Смирнов, 1876.